# Styrax pedicellatus
Styrax pedicellatus là một loài thực vật có hoa trong họ Bồ đề. Loài này được (Perkins) B.Walln. miêu tả khoa học đầu tiên năm 1997.